# Pseudophilautus semiruber
Pseudophilautus semiruber é uma espécie de anura da família Rhacophoridae.
É endémica do Sri Lanka.